# AMMA pregnancy tracker
amma pregnancy tracker es una aplicación femtech para mujeres embarazadas y sus familias con recomendaciones de atención médica personalizadas. La aplicación es descargada por 10 millones de usuarios al año, principalmente de Asia Central, Europa del Este y América Latina.

## Resumen
La aplicación amma pregnancy tracker fue creada en 2019. Apoya a las mujeres y a las familias durante el período de planificación, embarazo y posparto.
amma pregnancy tracker proporciona información de salud y recomendaciones de obstetras y ginecólogos para rastrear los cambios durante el embarazo, y recibir asesoramiento médico de especialistas. Más de 460 artículos en 13 idiomas diferentes se incluyen en la aplicación y proveen información detallada en cada semana de embarazo. Además, la aplicación proporciona herramientas útiles para monitorear el embarazo y la salud de la madre y el bebé, como contador de contracciones, calendario con fechas específicas y contador de movimientos del bebé.
A partir de septiembre de 2021, la audiencia activa mensual del servicio superó los 1,5 millones de usuarios, con 10 millones de nuevos usuarios al año, y alrededor de $250.000 MRR. Ha logrado el dominio en las regiones de LATAM, Europa del Este y la CEI (Comunidad de Estados Independientes), donde la aplicación fue descargada por más del 60% de las mujeres embarazadas.
El contenido principal y el servicio de la aplicación es gratuito, con la mayoría de los ingresos procedentes de la publicidad. amma pregnancy tracker también está estableciendo asociaciones con servicios de telemedicina locales.

## Historia
En marzo de 2021, amma pregnancy tracker recibió una inversión de 250K del fondo de capital riesgo estadounidense SOSV para ingresar al mercado asiático.
En septiembre de 2021, amma pregnancy tracker recaudó 2 millones de dólares en preventas A de los inversionistas estadounidenses, asiáticos y de la CEI.
En 2022 amma pregnancy tracker se convirtió en el socio del UNFPA para llevar conjuntamente información de salud reproductiva de calidad a millones de usuarios de aplicaciones.
amma pregnancy tracker fue nominado para Silver en Digital Health Awards. amma pregnancy tracker ganó Content Marketing Awards y Go Global Awards en 2021.
La aplicación también fue declarada por Health Tech Digital Awards como la "Mejor Solución de Tecnología de Salud de la Mujer" en 2021 у 2023. La aplicación está incluida en las listas SOSV Human Health 100 en 2022 y 2023.
Desde 2022, el rastreador de embarazo amma ha sido incluido en la lista de las mejores aplicaciones de embarazo de Forbes.